# Jämäsjärvi (sjö i Kuhmo, Risteli)
Jämäsjärvi är en sjö i Finland. Den ligger i kommunen Kuhmo i landskapet Kajanaland, i den centrala delen av landet, 500 km nordost om huvudstaden Helsingfors. Jämäsjärvi ligger 190,7 meter över havet. Den är 32,3 meter djup. Arean är 1,34 kvadratkilometer och strandlinjen är 13,11 kilometer lång. Sjön  ingår i Uleälvens huvudavrinningsområde.   I omgivningarna runt Jämäsjärvi växer i huvudsak barrskog.